# Zlatko Latković
Zlatko Latković (* 18. März 1928 in Boskovo bei Šid, Königreich der Serben, Kroaten und Slowenen; † 10. Februar 1999 in Zagreb, Kroatien) war ein griechisch-katholischer Priester und Maler.

## Leben
Zlatko Latković war Sohn eines griechisch-katholischen Pfarrers. Er besuchte die römisch-katholische Grundschule des Hl. Vinzenz von Paul im Bistum Banja Luka, sowie das dortige Gymnasium. Während seiner Schulzeit verbüßte Zlatko Latković zuerst unter dem NDH-Regime eine Gefängnishaft. Im Jahre 1945 wurde Zlatko Latković im kommunistischen Regime Jugoslawiens zu einer Gefängnisstrafe und Zwangsarbeit im Arbeitslager verurteilt. Nach dem Verbüßen der Strafen kehrte Latković nach Banja Luka zurück. Dort wurde ihm durch das kommunistische „Jugendgericht der Ehre“ jegliche weitere Schulausbildung in Jugoslawien verboten. 1950 wurden ihm unter dem Vorwurf, ein angeblicher „Anführer und Organisator einer terroristischen Ustascha-Kreuzritter-Diversanten-Organisation“ zu sein, alle Bürgerrechte entzogen. Gleichzeitig wurde Latković zu einer siebenjährigen Gefängnisstrafe verurteilt. 1950 wurde Latković unter der Bedingung, eine zweijährige Arbeitszeit im Baubetrieb „Konstruktor“ in Zenica abzuleisten, aus der Haft entlassen. Die Stadt Zenica durfte Zlatko Latković während dieser Zeit nicht verlassen.
1952 wird ihm durch das kommunistische Regime die Rückkehr nach Banja Luka erlaubt. Zunächst war ihm nur der Aufenthalt in Banja Luka gestattet. 1952 bestand Latković die Aufnahmeprüfung bei der Akademie der Bildenden Künste Zagreb, das Studium wurde ihm nicht gestattet. In seiner Haftzeit entschloss sich Latković, griechisch-katholischer Priester zu werden. Dieses Vorhaben erfüllte sich. Er schrieb sich in der philosophisch-theologischen Fakultät in Đakovo ein und schloss das vierjährige Studium im Jahre 1956 ab. Zum griechisch-katholischen Priester wurde Latković in der griechisch-katholischen Kirche der Hl. Kyrill und Method in Zagreb geweiht. Seinem Wunsch nach weiteren Studiengängen an der Katholischen Fakultät in Zagreb wurde nicht entsprochen. Daraufhin versuchte Latković durch die Aufnahmeprüfung bei der Akademie der Bildenden Künste in Zagreb sein ihm staatlich verwehrtes Kunststudium wieder aufnehmen zu können. Dieses gelang ihm, und er studierte zehn Semester Kunstmalerei. Dieses schloss er erfolgreich im Jahre 1961 ab. Von 1957 bis 1962 übernahm Zlatko Latković die griechisch-katholische Pfarrgemeinde des Hl. Georg in Stojdraga bei Samobor. In dieser Zeit wurde er in einem Verkehrsunfall schwer verletzt.
Um vollständig zu genesen, begab er sich 1962 in ärztliche Behandlung nach Deutschland, wo er sich entschied zu bleiben. Zuerst lebte er in Köln und Bamberg, bis er im Jahre 1963 als Seelsorger für die griechisch-katholischen Gläubigen in West-Berlin pastoral tätig wurde. 1967 wurde Latković dritter Gemeindepfarrer der griechisch-katholischen Kirchengemeinde des Hl. Nikolaus in Berlin. Unter seiner Leitung erhielt die Pfarrgemeinde einen Kirchenchor. Für sein geleistetes Engagement in der griechisch-katholischen Kirchengemeinde wurde Zlatko Latković am 6. Dezember 1970 durch den Heiligen Stuhl geehrt und zum Erzpriester ernannt.
1981 kehrte er nach Zagreb zurück und war bis in das Jahr 1990 Liturge und Prediger in der griechisch-katholischen Kirche des Hl. Kyrill und Method in Zagreb. 1984 etabliert er einen Kirchenchor und gab ein griechisch-katholisches Gesangbuch heraus. Neben dem Priesteramt blieb Latković der Kunst treu. Er entwarf für verschiedene griechisch-katholische Pfarrgemeinden im kroatischen Žumberak Ikonostasen. Daneben schuf Latković Grafiken und Bilder in profanem Kunststil. 1980 wurde Latković zum Ehrenmitglied der italienischen Kunstakademie Accademia Italia delle Arti e del Lavoro ernannt und erhielt von der Akademie für sein künstlerisches Schaffen eine Goldmedaille. Kirchlich lehrte Zlatko Latković jahrzehntelang Byzantinische Kunst im Bereich der Ikonografie. Seine Werke wurden 1998 in der kroatischen Akademie der Künste ausgestellt. Zlatko Latković starb am 10. Februar 1999 in Zagreb. Er spendete seinen Nachlass zum Aufbau der griechisch-katholischen Gemeindekirche und des Gemeindezentrums im kroatischen Samobor. Das Gemeindezentrum wurde im Jahre 2003 feierlich eröffnet.